# گورستان پروندنیک چروونی
گورستان پروندنیک چروونی (لهستانی: Cmentarz Prądnik Czerwony) که با نام گورستان باتوویتسکی (لهستانی: Cmentarzem Batowickim) هم شناخته می‌شود، یکی از جدیترین و بزرگترین قبرستان‌های شهر کراکوف است که در حومهٔ آن قرار دارد.
این گورستان دو قسمت دارد: یک بخش کلیسیایی و یک بخش عمومی. بخش کلیسایی که ۱ هکتار وسعت دارد، در سال ۱۹۲۳ بنیان نهاده شد و در سال ۱۹۳۱ وقف گردید. این گورستان حدود ۱ هکتار مساحت دارد. در گوشه شمال‌غربی مجموعه، در تقاطع خیابان‌های پووستانچوف و رِدوتا قرار گرفته است. در این گورستان، کلیسای کوچک سنت یوسف فعالیت می‌کرد که در سال ۱۹۸۰ دچار حریق شد و سوخت.
بخش عمومی این گورستان در سال ۱۹۶۶ مورد بهره‌برداری قرار گرفت و در سال ۱۹۹۶ با استفاده از طرحی از معمار لهستانی «روموآلد لوگلر» مورد بازسازی قرار گرفت. این گورستان در سال ۱۹۹۸ میلادی توسط «کاردینال فرانچیشک ماخارسکی» تقدیس شد. محوطه این گورستان تا کنون پنج مرتبه گسترش داشته‌است و مساحت آن در حال حاضر ۴۰ هکتار است و در نهایت به ۵۵ هکتار خواهد رسید.
در بخشی از این گورستان، کشته‌شدگان شورش‌های سیلزی، قیام لهستان بزرگ‌تر و برخی نیروهای ارتش میهنی دفن شده‌اند.